# Эйр (озеро)
Эйр (англ. Lake Eyre; с 2012 года официальное название Кати-Танда-Лейк-Эйр (англ. Kati Thanda–Lake Eyre)) — самое большое озеро Австралии, расположенное в низинной пустынной местности штата Южная Австралия. Озеро бессточное, и периодически пересыхает, его дно покрыто слоем соли, которая постепенно растворяется после поступления воды, а при высыхании вновь выпадает в осадок.

## История и этимология
Считается одним из старейших озёр мира, его возраст оценивается 20—60 млн. лет. Стало формироваться в третичный период во время понижения юго-восточной части континента. В 1840 году описание озера оставил обнаруживший его Джон Эдвард Эйр, в честь которого оно позже было названо (в декабре 2012 было переименовано на туземное имя Kati Thanda). Прибывший в Австралию как фермер, Джон Эйр стал заядлым исследователем пятого континента, собрав богатые данные по природе Австралии и Новой Зеландии.

## Гидрография
Дожди в этих краях редкое явление, и даже основная питающая река Дайамантина не каждый год пополняет озеро. Периоды паводка возникает летом, вода в основном поступает по временным руслам (крикам). Максимальное заполнение озера водой за последние 160 лет случалось лишь трижды. Площадь озера достигает при этом 9500 км². Вода озера имеет розовый оттенок при насыщении за счёт присутствия бета-каротинового пигмента, вызванного водорослями Dunaliella salina.
Даже в сухой сезон в Эйре остаётся немного воды, которая обычно собирается в небольших озёрках, образованных на солёном высохшем ложе озера (более 200 маленьких озёр). Во время сезона дождей реки с северо-востока Квинсленда текут в сторону озера. Количество воды, приносимой муссонами, определяет, дойдёт ли вода до озера; и если да, то насколько глубоким будет озеро. На озере также бывают небольшие и среднего размера наводнения из-за ливней, выпадающих на окрестных территориях. Озеро Эйр состоит из двух бассейнов: Северного и Южного Эйра, соединённых каналом Гойдера. Поскольку сток рек идёт в Северный Эйр, южная часть пополняется через канал Гойдера.
В течение сезона дождей реки из северо-восточной части бассейна озера Эйр (на нижнем рисунке) наполняют озеро. Обычная годовая величина осадков составляет от 100 до 150 мм. Максимальная глубина озера (когда оно наполнено) достигает 15 м, в частности, в бухте Бельт и в заливе Мадиган. В основной части его глубина не превышает 9 м. Размеры северного и южного озера Эйр достигают 144 на 65 и 65 на 24 км соответственно; толщина соляных отложений в самых глубоких его частях составляет до 50 см.

## Наводнения
Увеличение уровня озера до 1,5 м в среднем происходит раз в три года, до 4 м примерно раз в десять лет; полное же наполнение происходит обычно лишь несколько раз в столетие. Большая часть воды поступает в озеро из реки Уорбертон. Максимальный уровень с 1885 года наблюдался в 1886—1887, 1889—1890, 1916—1917, 1950, 1955, 1974—1977, и 1999—2001, с максимальным паводком в 6 метров в 1974. Местные дожди могут также заполнить озеро Эйр до 3-4 м, как это случалось в 1984 и 1989 годах. Проливные дожди в январе 2007 года шли около шести недель, но лишь небольшое количество воды достигло озера.
После недавнего паводка озеро почти пресное, и в нём могут выжить местные пресноводные рыбы, включая австралийскую нематалозу (Nematolosa erebi), подвида золотого окуня в бассейне озера Эйр (Macquaria ambigua) и различных мелких видов рода твердоголовок (Craterocephalus spp.).

## Яхт-клуб
Яхт-клуб Lake Eyre действует во время паводков, что случается раз в 2-3 года. В июле 2010 года яхт-клуб провел свою первую регату после 1976 года. Когда озеро заполнено, около полудня озеро настолько ровное и плоское, что при отражении невозможно заметить линию горизонта между водой и воздухом. Коммодор яхт-клуба Lake Eyre описал это удивительное явление так: «при этом кажется, будто плывёшь по небу».

## Флора и фауна
Равнинное побережье озера перемежается невысокими песчаными дюнами, поросшими травой Митчелла, идущей на корм скоту; встречаются эвкалипты и заросли лебеды. Из деревьев растут также лансвуд, австралийские акации и красные малли.
Животный мир озера представлен пернатыми, появляющимися в период половодья, когда озеро кишит лягушками, рыбами и полно водорослей. В периоды высыхания (с апреля по октябрь) возрастающая солёность воды убивает живность, и озеро становится мёртвым: большая часть его территории превращается в солончак. Поверхность солончака настолько ровна, что в 1964 году здесь был поставлен один из мировых рекордов скорости на суше известным гонщиком Дональдом Кэмбеллом. С ноября по март озеро пополняется водой и вновь полно жизни.
Одним из красивейших явлений, которое можно наблюдать на озере, это прилёт пеликанов. Каким-то образом узнавая о поднятии уровня воды, пеликаны прилетают на озеро для вывода своего потомства, преодолевая для этого расстояние до тысячи километров. Подсчитано, что во время наводнения 1989—1990 годов на озеро прилетали около 200 000 пеликанов, что составляет 80 % всей их австралийской популяции (часть их прилетает с острова Папуа-Новая Гвинея). В окрестностях водятся местные млекопитающие: сумчатые ковари, билби, также ящерица сцинк и длинношёрстая крыса. Кроме пеликанов, из птиц сюда прилетают утки, чайки, бакланы, и полосатые ходулочники. Замкнутая экосистема озера охраняется государством, составляя часть Национального парка Кати-Танда.